# Roboastra
Roboastra is een geslacht van weekdieren uit de klasse van de Gastropoda (slakken).

## Soorten
- Roboastra gracilis (Bergh, 1877)
- Roboastra rubropapulosa (Bergh, 1905)
- Roboastra tentaculata (Pola, Cervera & Gosliner, 2005)

Niet geaccepteerde soorten:
- Roboastra caboverdensis geaccepteerd als Tyrannodoris caboverdensis (Pola, Cervera & Gosliner, 2003)
- Roboastra ernsti geaccepteerd als Tyrannodoris ernsti (Pola, Padula, Gosliner & Cervera, 2014)
- Roboastra europaea geaccepteerd als Tyrannodoris europaea (García-Gómez, 1985)
- Roboastra gratiosa geaccepteerd als Tambja gratiosa (Bergh, 1890)
- Roboastra leonis geaccepteerd als Tyrannodoris leonis (Pola, Cervera & Gosliner, 2005)
- Roboastra luteolineata geaccepteerd als Tyrannodoris luteolineata (Baba, 1936)
- Roboastra nikolai geaccepteerd als Tyrannodoris nikolasi (Pola, Padula, Gosliner & Cervera, 2014)
- Roboastra ricei geaccepteerd als Tyrannodoris ricei (Pola, Cervera & Gosliner, 2008)
- Roboastra tigris geaccepteerd als Tyrannodoris tigris (Farmer, 1978)